# Kommaghatta - Krishnasagara, Bangalore South
Kommaghatta - Krishnasagara là một làng thuộc tehsil Bangalore South, huyện Bangalore Urban, bang Karnataka, Ấn Độ.